# Félicien David
Félicien César David, född 13 april 1810, död 29 augusti 1876, var en fransk kompositör.
David var bibliotekarie vid konservatoriet i Paris. Tack vare Luigi Cherubini blev han antagen vid konservatoriet i Paris, och slog efter en lång kamp med många motgångar igenom med sin odesymfoni Le désert, som följde av en rad andra vokala och instrumentala verk (bland annat oratorier, kammarmusik och symfonier). Särskild framgång hade han med operan Lalla Roukh (1862) gjorde stor lycka. David fortsatte inom den romantiska musiken den "exotiska ton", som hade sitt ursprung i Glucks och Mozarts idéer. Som ung hade David påverkat av saint-simonisterna och som religiöst-socialistisk agitator vistats i Mindre Asien, där han även ivrigt studerade folkmusik. Många av hans kompositioner är starkt färgade av Österns musik.